# 80 a. C.
El año 80 a. C. fue un año del calendario romano prejuliano. En el Imperio romano, fue conocido como el año 674 Ab Urbe condita.

## Acontecimientos

### Roma
- Quinto Sertorio vuelve a entrar en la península ibérica con un pequeño ejército de 2600 hombres y abre una exitosa campaña contra las fuerzas silanas, dirigidas por el propretor de Hispania Ulterior, L. Fufidio.[1]
- Batalla del río Betis: Una fuerza de exiliados democráticos bajo Sertorio derrotan al ejército romano legal de Lucio Fulfidio en Hispania, comenzando la Guerra Sertoriana, Q. Metelo Pío asume el mando a cargo de Sila.
- Hispania Citerior: Marco Domicio Calvino, propretor.

### Egipto
- Ptolomeo XII Auletes sucede a Ptolomeo XI Alejandro II en el trono de Egipto.
- Alejandría pasa a jurisdicción romana.

## Nacimientos
- Lucio Cornelio Balbo el Menor
- Marco Vitruvio Polión

## Arte y literatura
- Aproximadamente en 80 a. C., los artistas romanos empiezan a extender el espacio de una habitación visualmente con escenas pintadas de figuras en una "escena" estrecha o con un paisaje natural o urbano.
- Meleagro publica su Guirnalda, la antología más antigua conocida e poesía griega.